# Comitatul Brazeau, Alberta
Comitatul Brazeau, din provincia Alberta, Canada   este un district municipal situat central în Alberta. Districtul se află în Diviziunea de recensământ 11. El se întinde pe suprafața de  3,020.71 km2  și avea în anul 2011 o populație de 7,201 locuitori.
Cities Orașe
--
Towns Localități urbane
- Drayton Valley

Villages Sate
- Breton

Summer villages Sate de vacanță
--
Hamlets, cătune
- Alsike
- Buck Creek
- Cynthia
- Lodgepole
- Poplar Ridge
- Rocky Rapids
- Violet Grove

Așezări
- Antross
- Beaver Estates
- Berrymoor
- Birch Field Estates
- Birchwood Village Greens
- Boggy Hall
- Brazeau Dam
- Carnwood
- Cottonwood Subdivision
- Country Classic Estates
- Country Style Trailer Court
- Easyford
- Fairway Meadows
- Lindale
- Meadow Land Acres
- Parview Estates
- Pembina
- Pleasant View
- Rex Block
- River Ridge Subdivision
- Round Valley
- Valley Drive
- Valley Drive Acres
- West Bank Acres

1. 1 2  Population and dwelling counts, for Canada, provinces and territories, and census subdivisions (municipalities), 2016 and 2011 censuses – 100% data (în engleză), 20 februarie 2019